# Żurawiec (gmina)
Żurawiec – dawna gmina wiejska istniejąca w latach 1945–1954 w woj. gdańskim (dzisiejsze woj. warmińsko-mazurskie). Siedzibą władz gminy był Żurawiec.
Gmina Żurawiec powstała po II wojnie światowej (1945) na terenie tzw. Ziem Odzyskanych (tzw. IV okręg administracyjny – Mazurski). 25 września 1945 roku gmina – jako jednostka administracyjna powiatu malborskiego – została powierzona administracji wojewody gdańskiego, po czym z dniem 28 czerwca 1946 roku weszła w skład woj. gdańskiego.
1 stycznia 1949 roku gminę przeniesiono do powiatu elbląskiego w tymże województwie. Według stanu z 1 lipca 1952 roku gmina składała się z 6 gromad: Balewo, Jezioro, Jurandowo, Krzewsk, Węgle i Żurawiec. Gmina została zniesiona 29 września 1954 roku wraz z reformą wprowadzającą gromady w miejsce gmin. Jednostki nie przywrócono 1 stycznia 1973 roku wraz z kolejną reformą reaktywującą gminy.